# Phascolosoma lobostomum
Phascolosoma lobostomum är en stjärnmaskart som beskrevs av W. Fischer 1895. Phascolosoma lobostomum ingår i släktet Phascolosoma och familjen Phascolosomatidae. Inga underarter finns listade i Catalogue of Life.